# Jalpan de Serra
Jalpan de Serra è una municipalità dello stato di Querétaro, nel Messico centrale, il coi capoluogo è la omonima località.
La popolazione della municipalità è di 25.550 abitanti e ha una estensione di 1.185,10 km².